# Лакшми
Лакшми (санск. लक्ष्मी), позната и под именом Шри (санск. श्री; у преводу Племенита богиња), хиндуистичка је богиња богатства, љубави и лепоте. Заједно са богињама Парвати и Сарасвати чини свето тројство хиндуистичких богиња — Тридеви. Представља супругу и енергију (Шакти) бога Вишнуа.
Главни је предмет обожавања у време Диванлија, када се у домовима, храмовима и радним просторима моле за њено присуство током следеће године.